# Bacuri (Maranhão)
Bacuri é um município brasileiro do estado do Maranhão. Sua população estimada segundo o censo 2022 era de 16.290 habitantes. 

## História
Bacuri foi elevado à categoria de município pela lei estadual nº 2154 de 16 de dezembro de 1961 e instalado em 2 de janeiro de 1962.
O município de Bacuri teve sua origem populacional através do mar, vez que ficava estrategicamente e geograficamente situado entre as cidades de Turiaçu e Cururupu. A partir de 1928, a formação dos povoados na beirada do continente e o crescimento dessas históricas cidades, fizeram com que Bacuri se tornasse primeiramente, um dormitório de viandantes e depois num centro de comércio de trocas, que foi se fortalecendo a partir dos anos 30 e 40 do século passado. A partir da década de 30, Bacuri foi se empoderando de povoados e praias da região e foi se tornando um núcleo populacional, onde em menos de 30 anos saiu de 28 residências para 400 moradias.
O território foi habitado primitivamente pelos indígenas e, posteriormente, nele se fixaram portugueses e africanos que passaram a desenvolver a agricultura, dando prioridade à cana de açúcar, mandioca e milho. Paralelamente, era praticado o extrativismo da amêndoa de babaçu, além do cultivo da pimenta-do-reino e da cana-de- açúcar, fazendo assim, surgir vários engenhos para fabricação de rapadura, aguardente e açúcar. Ainda assim, a região não conseguiu prosperar, haja vista que somente no século XX teve a sua emancipação.
O povoado foi elevado à categoria de município com a denominação de Bacuri, pela Lei Estadual nº 2154, de 16-12-1961, e essa elevação se deu por conta do trabalho incansável do Sr. Rui Aranha, que percebeu o potencial de crescimento do povoado e passou a trabalhar em prol dessa causa, como desbravador da emancipação.
O nome Bacuri não tem uma origem gramatical e etimologicamente bem definida, mas tem-se a concisão de que decorre de dialetos e experiências de povos indígenas. Entretanto, a teoria mais utilizada pelos bacurienses, decorre de que a primeira missa no local fora celebrada à sombra de um bacurizeiro e como durante o ato religioso caíram alguns frutos, Frei David, que era o celebrante, exclamou: “Bacuri”! Daí, a origem do topônimo. Gentílico: bacuriense.
Bacuri foi emancipado e instalado no dia 02 de janeiro de 1962, tendo como prefeito interino o Sr. Rui Aranha Barbosa, que mais tarde fora sucedido pelo primeiro prefeito eleito, Antônio Amado Joaquim.

## Geografia
A área do território do município de Bacuri é de 832,084 quilômetros quadrados, o que o colocava na posição 115 dentre as 217 cidades do Maranhão.
Demografia
De acordo com o Censo Demográfico 2022, a população do município de Bacuri era de 16.290 habitantes e a densidade demográfica era de 19,15 habitantes por quilômetro quadrado. Comparando-se com outras cidades do Estava, ficava nas posições 120 e 116 de 217. Já a projeção populacional para 2024 era de 16.610 pessoas.
Economia
Em 2021, o PIB per capita do município de Bacuri era de R$ 6.563,37. Comparando-se com outros municípios do Estado, ficava na posição 198 de 217. Já o percentual de receitas externas em 2023 era de 98,38%, o que o colocava na posição 2 dentre as 217 cidades do Maranhão.
| Salário médio mensal dos trabalhadores formais [2022]                                             | 2,3 salários mínimos |
| Pessoal ocupado [2022]                                                                            | 1.377 pessoas        |
| População ocupada [2022]                                                                          | 8,45 %               |
| Percentual da população com rendimento nominal mensal per capita de até 1/2 salário mínimo [2010] | 57,1 %               |

Fonte: IBGE
Educação
Em 2010, a taxa de escolarização de 6 a 14 anos de idade no município de Bacuri era de 97,8%. Comparando-se com outros municípios do Estado, ficava na posição 41 de 217. Já o Índice de Desenvolvimento de Educação Básica (IDEB) para os anos iniciais do ensino fundamental na rede pública era 5,3 e para os anos finais, 4,8.
| Taxa de escolarização de 6 a 14 anos de idade [2010]             | 97,8 %           |
| IDEB – Anos iniciais do ensino fundamental (Rede pública) [2023] | 5,3              |
| IDEB – Anos finais do ensino fundamental (Rede pública) [2023]   | 4,8              |
| Matrículas no ensino fundamental [2023]                          | 2.346 matrículas |
| Matrículas no ensino médio [2023]                                | 624 matrículas   |
| Docentes no ensino fundamental [2023]                            | 183 docentes     |
| Docentes no ensino médio [2023]                                  | 40 docentes      |
| Número de estabelecimentos de ensino fundamental [2023]          | 24 escolas       |
| Número de estabelecimentos de ensino médio [2023]                | 4 escolas        |

Fonte: IBGE
Meio Ambiente
O bioma predominante do município de Bacuri é o amazônico. Em 2010, a cidade apresentava 12,7% de domicílios com esgotamento sanitário adequado, além de 33,5% de domicílios urbanos em vias públicas com arborização e 0% de domicílios urbanos em vias públicas com urbanização adequada.

## Política
Em maio de 2015, uma operação da Polícia Civil e do Grupo de Atuação Especial de Combate ao Crime Organizado, o Gaeco, do Maranhão prendeu o prefeito Richard Nixon (PMDB), eleito vice-prefeito nas eleições de 2012, na época substituindo o prefeito Baldoíno (PP), por suspeitas de desvios de recursos públicos. Além dele foi preso o prefeito de Marajá do Sena, Edvan Costa (PMN), e o ex-prefeito, Perachi Roberto Farias. A operação foi desdobramento da investigação do assassinato de Décio Sá em 2012 e que resultou na descoberta de um esquema de agiotagem praticado em mais de 40 prefeituras do Maranhão, liderado por José de Alencar Miranda Carvalho e seu filho, Gláucio Alencar Pontes Carvalho.